# Livefields
Livefields är ett livealbum av det amerikanska bandet Toto. Det spelades in under turnén till bandets album Mindfields och släpptes 16 november 1999 av skivbolaget Columbia. I Europa såldes albumet med en extra CD innehållande akustiska spår inspelade under konserter i Frankrike, samt två musikvideor.

## Låtlista
1. "Caught in the Balance" - 6:42
2. "Tale of a Man" - 5:14
3. "Rosanna" - 6:53
4. "Luke Solo" - 3:08
5. "Million Miles Away" - 4:54
6. "Jake to the Bone" - 7:59
7. "Simon Solo" - 4:21
8. "Dave's Gone Skiing" - 1:09
9. "Out of Love" - 3:00 (akustiskt)
10. "Mama" - 2:12 (akustiskt)
11. "You Are the Flower" - 1:55 (akustiskt)
12. "The Road Goes On" - 2:31 (akustiskt)
13. "Better World" - 8:09
14. "Girl Goodbye" - 6:14
15. "Dave Solo" - 4:48
16. "White Sister" - 6:24